# Alessio Macrembolite
Alessio Macrembolite o Macrembolita (XIV secolo – dopo il 1349 o dopo il 1353) è stato uno scrittore, filosofo e politico bizantino vissuto a Costantinopoli.

## Biografia
Della vita di Alessio Macrembolite non sappiamo quasi nulla, tutto ciò che sappiamo è deducibile dai suoi scritti. Apparteneva all'aristocrazia civile di Costantinopoli e proveniva da una famiglia molto colta, è probabile che Alessio abbia studiato all'università di Costantinopoli.
Siamo sicuri che non fu mai monaco, infatti egli scrisse  Elogio della vita monastica, in cui rimpiange di non poter avere una vita spirituale come quella dei monaci; ma nonostante ciò era anche critico verso la vita monastica, come si può apprendere dal poema, l'Icona della madre di Dio. Sappiamo anche che si sposò e da questo matrimonio nacquero dei figli, perché sempre nel poema l'icona della madre di Dio, prega per loro. Divenne insegnante di letteratura e entrò a far parte di un gruppo di letterati, tra cui c'era Manuele File, uno dei più grandi poeti tardobizantini, anch'egli affronterà il problema sociale nelle sue opere, proprio come Alessio.
Alessio fu a servizio di Teodoro Patrikiotes, il più importante esattore delle tasse del reggente e poi imperatore Giovanni VI Cantacuzeno. Essendo al servizio di Partikiotes, Alessio divenne un sostenitore di Giovanni VI e anche suo ammiratore, visto che anche il reggente era un grande scrittore. Dopo il 1341 Alessio dedicò un logos a Patrikiotes. Per un breve periodo collaborò intensamente al tentativo di riforma economica di Cantacuzeno, che però non riuscì a raggiungere l'effetto desiderato. Quasi sicuramente Alessio fu al servizio di Patrikiotes fino alla morte di quest'ultimo, avvenuta nell'autunno del 1342, quando venne assassinato.
Nell'autunno del 1343 scrisse la sua opera più importante, il  Dialogo dei ricchi e dei poveri, opera in cui l'autore riflette sul problema economico e sociale presente nell'impero bizantino, l'autore probabilmente arrivò a ragionare su questi temi a causa dell'assassinio di Patrikiotes. Quest'opera è considerata un classico del pensiero politico medievale, ci sono molti riferimenti ad Aristotele, Platone e alla Bibbia. In quest'opera si nota come Alessio vada contro gli zeloti, che avevano come capo Alessio Apocauco, nemici di Giovanni VI Cantacuzeno, che dal 1342 al 1350 si erano ribellati a Tessalonica e nel 1345 sterminato i nobili della città. In questo dialogo l'autore prevede la fine imminente dell'impero bizantino.
Alessio Macrembolite morì o dopo il 1349 o dopo il 1353.

## Opere
Le opere di Alessio Macrembolite non sono ancora oggi state tutte pubblicate, esse sono conservate nella Biblioteca Medicea Laurenziana a Firenze e alla Biblioteca Patriarcale greco-ortodossa di Gerusalemme. Le opere più significative di quest'autore sono:
- Elogio della vita monastica
- Icona della madre di Dio
- Logos, dopo il 1341
- Dialogo dei ricchi e dei poveri, autunno 1343